# Mount Mull
Mount Mull ist ein rund 1200 m hoher Berg an der Lassiter-Küste des Palmerlands auf der Antarktischen Halbinsel. Er ragt 18 km südwestlich des Mount Owen in der Guettard Range auf.
Der United States Geological Survey kartierte ihn anhand eigener Vermessungen und Luftaufnahmen der United States Navy aus den Jahren von 1961 bis 1967. Das Advisory Committee on Antarctic Names benannte ihn 1968 nach William Bryson Mull Jr. (1929–2014), Koch auf der Amundsen-Scott-Südpolstation im Jahr 1964.